# 馬拉松 (愛荷華州)
馬拉松（英語：Marathon）是一個位於美國愛荷華州布尤納維斯塔縣的城市。

## 地理
馬拉松的座標為42°51′36″N 94°58′54″W / 42.86000°N 94.98167°W，而該地的平均海拔高度為424米（即1391英尺）。

## 人口
根據2010年美國人口普查的數據，馬拉松的面積為1.92平方千米，均為陸地。當地共有人口237人，而人口密度為每平方千米123人。